# میکو (خواننده)
میکو (انگلیسی: Meiko (American singer)؛ زادهٔ ۲۵ فوریه ۱۹۸۲) یک موسیقی‌دان اهل ایالات متحده آمریکا است.